# 傻大膽學害怕
傻大胆学害怕（德語：Märchen von einem, der auszog das Fürchten zu lernen），又译傻小子学害怕，为格林兄弟收集的一则德国童话故事。它是《格林童話》一书中的第4个故事，同时亦被收录在安德鲁·朗格（Andrew Lang）的《蓝皮童话书》中。
该故事在1812年的首版《格林童话》中被称作《Good Bowling and Card Playing》，长度较现今版本短很多。
按照AT分类法（Aarne-Thompson）该故事被归为第326类，这类故事在先前的文学选集中未出现过。